# Principauté de Piombino
Pour les articles homonymes, voir Piombino.

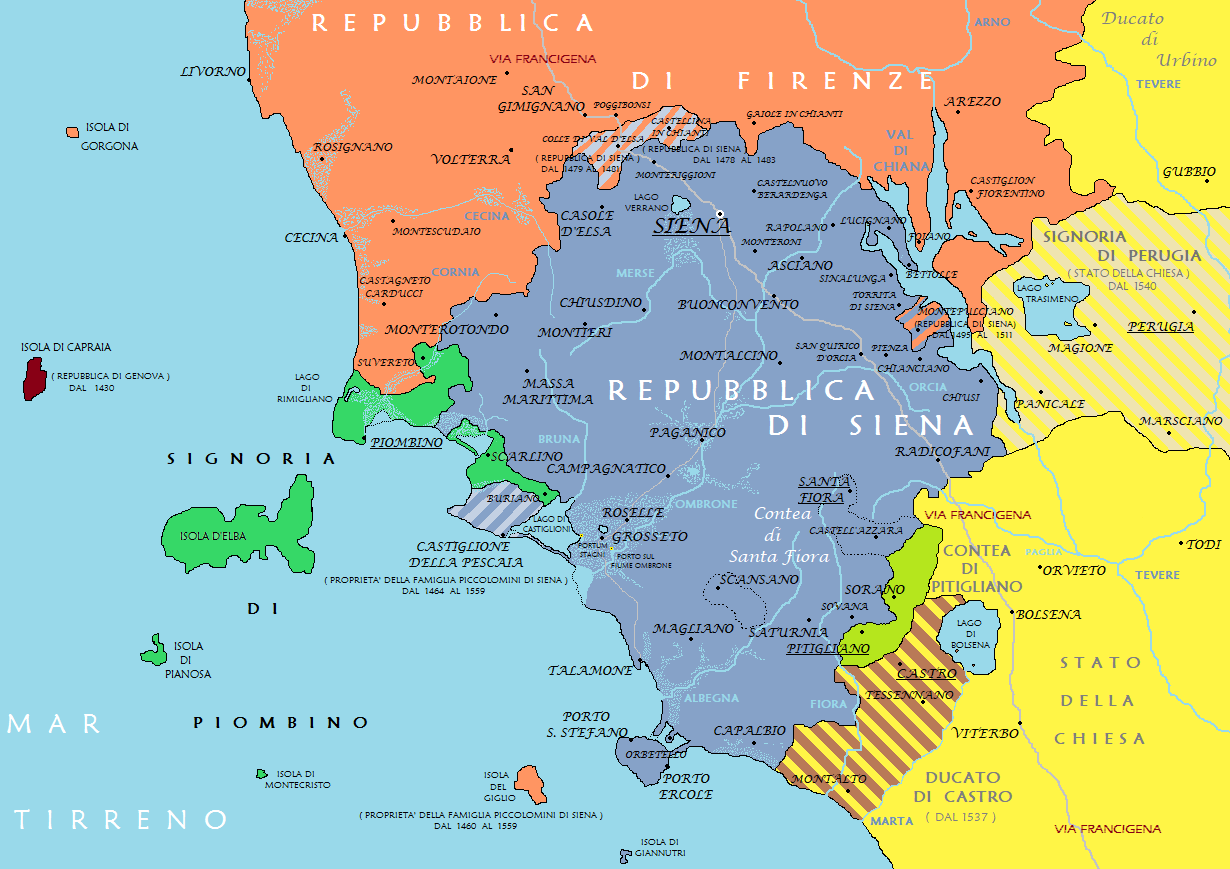
Principauté de Piombino aux (en vert).

La principauté de Piombino (en italien : Principato di Piombino) est un ancien État italien de la fin du Moyen Âge, constitué en 1399 autour de la ville de Piombino, et qui sera intégré au grand-duché de Toscane au début du XVIIIe siècle.
Situé sur la côte, dans le centre de la Toscane, la principauté de Piombino comprenait également l'île d'Elbe et plusieurs autres îles.
Par le traité de Florence du 28 mars 1801, qui met fin aux hostilités avec le royaume de Naples, la France récupère la principauté de Piombino que Napoléon Bonaparte confia à sa sœur Élisa Bonaparte en 1804, avec Lucques, pour former la principauté de Lucques et Piombino.

## Seigneurs et princes

### Seigneurs (1399-1589)
- Maison des Appiani :
  - 1392-1398 : Jacques Ier (it) (Jacopo I Appiano), seigneur de Pise
  - 1399-1404 : Gérard-Léonard (en) (Gherardo Appiano), seigneur de Pise (1398-1399)
  - 1404-1441 : Jacques II (en) (Jacopo II Appiano)
  - 1441-1445 : Paola Colonna (en)
  - 1445-1451 : Catherine (en) (Caterina Appiano), avec son époux, Rinaldo Orsini, mort en 1450
  - 1451-1457 : Emmanuel Ier (en) (Emanuele I Appiano)
  - 1457-1474 : Jacques III (en) (Jacopo III Appiano)
  - 1474-1501 : Jacques IV (en) (Jacopo IV Appiano)
- Maison des Borgia :
  - 1501-1503 : César Borgia (Cesare Borgia)
- Maison des Appiani :
  - 1503-1511 : Jacques IV (en), rétabli
  - 1511-1545 : Jacques V (en) (Jacopo V Appiano)
  - 1545-1548 : Jacques VI (en) (Jacopo VI Appiano)
- Maison des Médicis :
  - 1548-1557 : Cosme Ier de Toscane (Cosimo I)
- Maison des Appiani :
  - 1557-1585 : Jacques VI (en), rétabli
  - 1585-1589 : Alexandre Ier (it) (Alessandro I Appiano)

### Princes (1589-1805)
- Maison des Appiani :
  - 1589-1603 : Jacques VII (it) (Jacopo VII Appiano)
- Maison des Habsbourg :
  - 1603-1611 : Rodolphe II du Saint Empire (Rodolfo II)
- Maison des Appiani :
  - 1611-1628 : Isabelle Ire (Isabella I Appiana)
- Maison des Habsbourg :
  - 1628-1634 : Philippe IV (Filippo IV)
- Maison des Ludovisi :
  - 1634-1664 : Nicolas Ier (Niccolò I)
  - 1664-1699 : Jean-Baptiste Ier (en) (Giovanni Battista I)
  - 1699-1700 : Nicolas II (Niccolò II)
  - 1700 : Olympe Ire (en) (Olimpia I)
  - 1700-1733 : Hippolyte Ire (en) (Ippolita I)
- Maison des Boncompagni-Ludovisi :
  - 1734-1745 : Marie-Éléonore (en) (Maria Eleonora)
  - 1745-1777 : Gaetano Domenico (en)
  - 1778-1805 : Antoine II (en) (Marie Antonio II Maria)
- Maison des Baciocchi-Bonaparte :
  - 1805-1814 : Félix Baciocchi (Felice Baciocchi)
  - 1805-1808 : Élisa Bonaparte (Elisa Baciocchi-Bonaparte)